# Angylocalyx braunii
Angylocalyx braunii là một loài rau đậu thuộc họ Fabaceae.
Loài này có ở Kenya và Tanzania.